# Židovský hřbitov ve Svitavách
Židovský hřbitov ve Svitavách se nachází u silnice ve směru na Koclířov. Nechala ho postavit svitavská Židovská náboženská obec v roce 1892 spolu s márnicí. Byl ohrazen masivní zdí. Po druhé světové válce nacisty zdemolovaný a opuštěný hřbitov chátral, sice se o něj obec začala zajímat a požádala o přepsání pozemků, ale přes slibný začátek se tak neuskutečnilo a pozemky poté vlastnily Východočeské energetické závody. Teprve v roce 2000 byly pozemky převedeny Židovské náboženské obci v Praze. Na počest svitavských Židů zde v roce 2003 byl odhalen pomník, připomínající jejich osudy v koncentračních táborech.